# Jørgen Hedenstad Breivik
Jørgen Hedenstad Breivik (18 ottobre 2000) è un ex sciatore alpino norvegese.

## Biografia
Specialista delle prove tecniche attivo dal dicembre del 2016, Jørgen Hedenstad Breivik ha vinto la medaglia di bronzo nello slalom gigante ai Campionati norvegesi 2020; non ha esordito in Coppa Europa o in Coppa del Mondo e non ha preso parte a rassegne olimpiche o iridate e si è ritirato durante la stagione 2022-2023: la sua ultima gara è stata uno slalom speciale universitario disputato a Waterville Valley l'11 febbraio.

## Palmarès

### Campionati norvegesi
- 1 medaglia:
  - 1 bronzo (slalom gigante nel 2020)